# المسيحية في ولايات ميكرونيسيا المتحدة

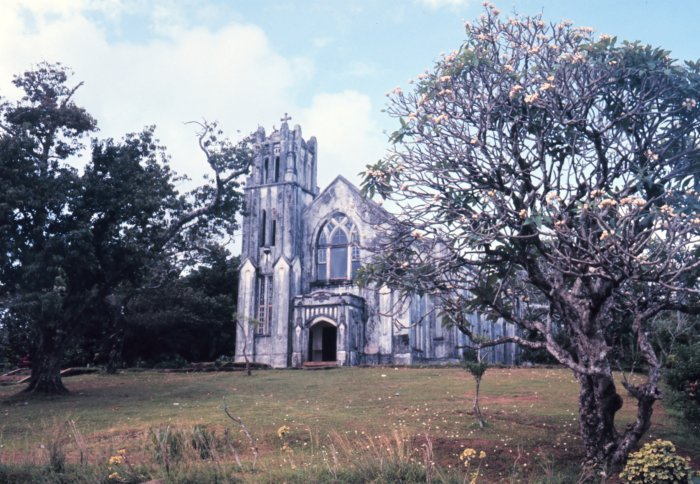
الكنيسة الميثوديَّة المتحدة في بوهنباي، تعود الصورة إلى عام 1973.

المسيحية في ولايات ميكرونيسيا المتحدة هي الديانة السائدة والمهيمنة، وفقاً لتقديرات مركز بيو للأبحاث عام 2010 حوالي 95.4% من السكان من المسيحيين. ولدى العديد من الطوائف البروتستانتية إلى جانب الكنيسة الكاثوليكية حضور في كل ولايات ميكرونيسيا المتحدة. تعود جذور معظم الجماعات البروتستانتية إلى البعثات التبشيريَّة التي قام بها المبشرين الأبرشانيين الأمريكيين. في جزيرة كوسراي 95% من السكان البالغ عددهم 7,800 تقريبًا؛ هم من البروتستانت. في حين تنقسم بوهنباي البالغ عددها 35,000 بالتساوي بين البروتستانت والكاثوليك. أما شوك وياب فحوالي 60% من سكانها هم من الكاثوليك وحوالي 40% من البروتستانت. الجماعات الدينية الصغيرة تشمل المعمدانيين، وجمعيات الله، وجيش الخلاص، والسبتيين، وشهود يهوه، وكنيسة يسوع المسيح لقديسي الأيام الأخيرة (المورمون). حضور الشعائر الدينية عمومًا مرتفع، إذ يتم دعم الكنائس والتجمعات الدينية كثيرًا والتي تلعب دورًا هامًا في المجتمع المدني.
معظم المهاجرين الفلبينيين في ولايات ميكرونيسيا المتحدة هم من الكاثوليك والذين انضموا الكنائس الكاثوليكية المحليّة. في عام 1890، حصلت في جزيرة بوهنباي حصلت بسبب تحول زعماء العشائر مما أدى إلى انقسامات دينية على أسس قبليَّة والتي لا تزال قائمة اليوم. يعيش أكثر البروتستانت على الجانب الغربي من الجزيرة، في حين يعيش أكثر الكاثوليك على الجانب الشرقي، ويعمل المبشرين بحرية. وينص الدستور على حرية الدين، وتحترم الحكومة عمومًا هذا الحق في الممارسة. ولم تتلق الحكومة الأمريكية أي تقارير عن الإساءات الاجتماعية أو التمييز على أساس المعتقد أو الممارسة الدينية في عام 2007.